# Mario Bolognetti
Mario Bolognetti, né en 1690 à Rome, alors capitale des États pontificaux et mort dans la même ville le 22 février 1756, est un cardinal italien du XVIIIe siècle.

## Biographie
Mario Bolognetti exerce diverses fonctions au sein de la Curie romaine, notamment comme préfet des Archives et comme préfet des Annona, trésorier général de la Chambre apostolique et préfet du Castello Sant'Angelo.
Le pape Benoît XIV le crée cardinal-diacre lors du consistoire du 9 septembre 1743.

### Sources
- Fiche du cardinal Mario Bolognetti sur le site fiu.edu